# Chrysosyrphus
Chrysosyrphus is een vliegengeslacht uit de familie van de zweefvliegen (Syrphidae).

## Soorten
- C. alaskensis (Shannon, 1922)
- C. bigelowi (Curran, 1926)
- C. canadensis (Curran, 1933)
- C. chilosioides (Shannon, 1922)
- C. ithaca (Shannon, 1925)
- C. latus (Loew, 1863)
- C. nasutus (Zetterstedt, 1838)
- C. niger (Zetterstedt, 1843)
- C. nigripennis (Williston, 1882)
- C. versipellis (Williston, 1887)